# (18560) Coxeter
(18560) Coxeter ist ein Asteroid des Hauptgürtels, der am 7. März 1997 vom italo-amerikanischen Astronomen Paul G. Comba am Prescott-Observatorium (IAU-Code 684) in Arizona entdeckt wurde.
Der Asteroid wurde nach dem britisch-kanadischen Mathematiker Harold Scott MacDonald Coxeter (1909–2003) benannt, der in englischsprachigen Ländern und darüber hinaus als führende Autorität in klassischer Geometrie galt und lange Jahre Professor an der Universität Toronto war.